# دندانقان

امپراتوری سلجوقی در سال ۱۰۹۲، محل نبرد دندانقان در این نقشه با تاریخ ۱۰۴۰ نشان داده شده‌است.

دَندانقان شهری بود در نواحی مرو. در لغتنامه دهخدا به نقل از منابع کهن آمده‌است که: «دندانقان، شهرکیست [به خراسان] اندر حصاری، مقدار پانصد گام درازی اوست اندر میان بیابان و بیرون از وی منزلگاه کاروان است. (حدود العالم). شهرکیست در نواحی مرو شاهجان میان سرخس و مرو و فعلاً خراب است و جز یک رباط و یک مناره از آن باقی نمانده‌است. (از معجم البلدان). شهری به ناحیهٔ مرو شاهجان بوده‌است به فاصلهٔ ده فرسنگی جنوب غربی آن بر جادهٔ بین مرو و سرخس کوچک ولی مستحکم.» این شهر اگر از بین نرفته بود در کشور کنونی ترکمنستان واقع می‌بود.
مهم‌ترین دلیل شهرت آن وقوع نبرد دندانقان در آن است که طی آن سلجوقیان بر غزنویان غلبه کردند و راه تسلط ایشان بر خراسان و ایران هموار گشت.
طوایف غز آن را در ۵۵۳ هَ.ق. تاراج کردند، یاقوت (قرن ۷ هَ. ق). ویرانه‌های آن را دیده‌است. بیهقی می‌نویسد: «چون به دندانقان هزیمت افتاد و ما را این حال پیش‌آمد خبر یافتم که حال این محمدآباد چنان شد که جفت واری زمین به یک من گندم می‌فروختند و کس نمی‌خرید.»
این شهر به علت نبرد سال ۵۳۳ میان سنجر و غزان تخریب شد و عده زیادی از اهالی آن به قتل رسیدند و گروهی نیز ناچار به مهاجرت شدند. طوفان شن و پیشروی ماسه‌ها را نیز در متروک شدن این شهر مؤثر دانسته‌اند. امروزه بخشی از خرابه‌های دندانقان با نام داش‌رباط به صورت پهنه‌ای پوشیده از آجر و نیز چند چاه خشک در حاشیه جاده سرخس-تجن-مرو مشهود است.